# أماني الذماري
أماني الذَّماري ممثلة يمنية يعود نسبها لقبيلة الذماري من قحطان مثلت في العديد من الأعمال الدرامية اليمنية،
بدأت مشوارها الفني في محافظة تعز من خلال مسرحيات مع فرق هواة عام 2000، احترفت بعدها العمل الفني في صنعاء.

## أعمالب

### مسلسلات
- كيني ميني
- قبل الفوات
- أشواق وأشواك
- كل شي ماشي
- مش كل مرة تسلم الجَرَّة
- مننا فينا
- بيت المداليز
- علاجك عندي
- مسلسل فرصة أخيرة
- مسلسل حافة الأُنْس
- همي همك
- طريق المدينة
- مسلسل الصهير صابر
- مسلسل هَفَّة
- الدلال
- غربة البن (الجزء الثاني)
- سد الغريب
- بيت المداليز
- درة
- الجمالية

### مسرحيات
- مريض الوهم
- حرم معالي الوزير
- جريمة في شارع المطاعم
- الرحلة
- لا يا أمي
- ما في الجبة إلا الجحش
- والحل ياناس